# Registre des hydrocarbures
Le registre des hydrocarbures est un document obligatoire sur les navires. La règlementation est issue de la convention internationale Marpol et fait appel à la jauge.
Les hydrocarbures ou résidus d'hydrocarbures ne doivent pas être rejetés à la mer, mais être conservés à bord dans des capacités.
Pour un navire utilisant du combustible lourd, on estime à 1 % la quantité de résidus. Un très gros navire consommant 300 tonnes de combustible par jour (Porte conteneurs moteur Diesel lent 80 000 kW) devrait donc avoir comme résidus d'hydocarbures environ 3 tonnes par jour de mer. Ces résidus doivent être stockés à bord puis délivrés à terre dans des stations de retraitement.
Il est toutefois permis de les rejeter hors des zones spéciales si toutes les conditions suivantes sont réunies :
- .1 le navire fait route ;
- .2 le mélange d'hydrocarbures est filtré par un matériel de filtrage des hydrocarbures qui satisfait aux prescriptions de l'article 213-1.14 du présent chapitre ;
- .3 la teneur en hydrocarbures de l'effluent non dilué ne dépasse pas 15 parts par million ;
- .4 le mélange d'hydrocarbures ne provient pas des bouchains des chambres des pompes à cargaison, à bord des pétroliers ; et
- .5 le mélange d'hydrocarbures, dans le cas des pétroliers, n'est pas mélangé avec des résidus de la cargaison d'hydrocarbures.

Doivent être mentionnés au registre les éléments suivants:
- .1 ballastage ou nettoyage des soutes à combustible liquide ;
- .2 rejet des eaux de ballast polluées ou des eaux de nettoyage des soutes à combustible liquide ;
- .3 collecte et élimination des résidus d'hydrocarbures (boues et autres résidus d'hydrocarbures) ;
- .4 rejet par-dessus bord ou élimination par d'autres moyens des eaux de cale qui se sont accumulées dans la tranche des machines ; et
- .5 soutage du combustible ou de l'huile de graissage.

Le registre des hydrocarbures, partie I ou partie III, doit être conservé dans un endroit où il soit aisément accessible aux fins d'inspection à tout moment raisonnable et, sauf pour les navires remorqués sans équipage, doit se trouver à bord du navire. Il doit être conservé pendant une période de trois ans à compter de la dernière inscription. Le registre des hydrocarbures est un document très important qui permettra de mettre en cause la bonne gestion des résidus d'hydrocarbures sur un navire.
Le registre des hydrocarbures rempli par le chef mécanicien est signé du capitaine du navire qui engage ainsi sa responsabilité.